# Pilots de Portland
Les Pilots de Portland (en anglais : Portland Pilots) sont un club omnisports universitaire de l'université de Portland situé à Portland dans l'Oregon. Les équipes des Pilots participent aux compétitions universitaires organisées par la National Collegiate Athletic Association. Les équipes de l'université évoluent au sein de la West Coast Conference. 

## Sports représentés
| Hommes (6)                               | Femmes (8)       |
| Athlétisme†                              | Athlétisme†      |
| Baseball                                 | Aviron           |
| Basket-ball                              | Basket-ball      |
| Cross-country                            | Beach Volleyball |
| Soccer                                   | Cross-country    |
| Tennis                                   | Soccer           |
| 0                                        | Tennis           |
| 0                                        | Volley-ball      |
| † – Athlétisme en salle et en plein air. |                  |
| Football américain (jusqu'en 1950)       |                  |
| Golf (jusqu'en 2011)                     |                  |

## Palmarès
| Compétitions nationales | Tournois |
| --- | --- |
| Section féminine - Championnat de la NAIA de cross-country (en) (1) - Vainqueur : 1985. - Championnat de la NCAA de soccer (2) - Vainqueur : 2002 et 2005. - Finaliste : 1996. | Section masculine - Tournoi de la WCC de basket-ball (en) (1) - Vainqueur : 1996. - Finaliste : 1995. Section féminine - Tournoi de la WCC de basket-ball (en) (2) - Vainqueur : 1994 et 2020. - Finaliste : 1995, 1996 et 1997. |